# Wasserkraftwerk Manic-1
Das Wasserkraftwerk Manic-1 (französisch Centrale Manic-1) ist ein Speicherkraftwerk in der kanadischen Provinz Québec. Es befindet sich in der Region Côte-Nord, etwa drei Kilometer westlich von Baie-Comeau und kurz vor der Mündung des Rivière Manicouagan. Zusammen mit dem benachbarten Wasserkraftwerk McCormick nutzt es den Réservoir Manic 1 als Stausee. Das Kraftwerk besitzt drei Francis-Turbinen, die installierte Leistung beträgt 184 MW. Betreiber des Kraftwerks ist das staatliche Energieversorgungsunternehmen Hydro-Québec.

## Geschichte
Zwischen 1949 und 1956 erstellte die Manicouagan Power Company (MPC) ein 126 MW-Kraftwerk an den Wasserfällen des Flusses Rivière Manicouagan nahe dessen Mündung. Der Energiebedarf stieg kontinuierlich, auch durch den Betrieb von Getreidehebern und einer Aluminiumhütte in der Umgebung. Das Wasserkraftwerk McCormick wurde durch den 1959 fertiggestellten Barrage McCormick, der den Wasserspiegel regulierte, gespeist. Während der Realisierung des Manic-Outardes-Projekts erkannte man, dass die Wasserkraft an der Flussmündung noch besser ausgenutzt werden könnte. Auf Bitten von Hydro-Québec erweiterte die MPC die Leistung des Kraftwerks McCormick. Zusätzlich baute Hydro-Québec ab 1964 das Wasserkraftwerk Manic-1 neben dem vorhandenen Kraftwerk und nahm es 1966/67 in Betrieb.
Der Staudamm Barrage Manic-1 besteht aus einem Beton-Mittelteil, der das Kraftwerkshaus beinhaltet, sowie einem Deich an jeder Seite. Der westliche Deich ist 85 Meter lang, während der östliche Deich, der an den Barrage McCormick anschließt, 110 Meter misst. Der Abflusskanal ist ein 610 Meter langer, 22 Meter breiter und 85 Meter tiefer Graben. Die Fallhöhe beträgt 36,6 Meter, kann aber wegen der Gezeiten zwischen 34 und 39 Metern schwanken. Das Kraftwerk Manic-1 war ursprünglich nur für die Deckung von Spitzenlasten vorgesehen, die geplante Jahresleistung betrug 40 GWh.